# ناحیه ون بورن، شهرستان شلبای، اوهایو
ناحیه ون بورن، شهرستان شلبای، اوهایو (به انگلیسی: Van Buren Township, Shelby County, Ohio) یک سکونتگاه مسکونی در ایالات متحده آمریکا است که در شهرستان شلبی، اوهایو واقع شده‌است.

## خصوصیات
ناحیه ون بورن ۹۶٫۰ کیلومترمربع مساحت و ۱٬۵۹۹ نفر جمعیت دارد و ۲۹۸ متر بالاتر از سطح دریا واقع شده‌است.